# Piper hosei
Piper hosei är en pepparväxtart som beskrevs av C. Dc.. Piper hosei ingår i släktet Piper och familjen pepparväxter. Inga underarter finns listade i Catalogue of Life.